# Martin Fowler
Martin Fowler (* 1963) je programátor a autor knih o programování, žijící v USA. Zavedl termín refaktorování, propaguje též UML a návrhové vzory.
Je správcem bliki, což je software, který slučuje blog a wiki.